# Sultan Kösen
Sultan Kösen (Mardin, 10 de dezembro de 1982) é um homem turco que tem o título de homem mais alto do mundo vivo, segundo o Guinness World Records, com uma altura de 2,51 m (8 ft 3 in).
O crescimento anormal de seu corpo é resultado de um tumor que afetava sua glândula pituitária, responsável por produzir o hormônio do crescimento. Ele precisa usar muletas para poder andar.
Kösen vive com seus pais, três irmãos e uma irmã, todos de tamanho normal. Não pôde completar a escola por causa de sua altura e por vezes trabalha como fazendeiro. Apesar de sua altura, ele afirma desfrutar de um estilo de vida normal e gosta de jogar jogos de computador com seus amigos. Dentre as vantagens de ser alto, ele destaca o fato de poder enxergar a uma distância grande, ser capaz de ajudar sua família com tarefas domésticas como trocar lâmpadas e cortinas. Como desvantagens da altura, ele aponta a dificuldade de achar roupas e sapatos que caibam e a extrema dificuldade de entrar em um carro de tamanho normal.
Kösen se submeteu a uma cirurgia com "bisturi gama" no tumor que afeta sua hipófise na Escola de Medicina da Universidade da Virgínia e também toma medicamentos para controlar os níveis excessivos de hormônio do crescimento. Embora o efeito total do tratamento possa levar dois anos, em 2011, seus níveis hormonais eram quase normais.

## Recordes
A altura de Kösen foi medida pelo Guinness World Records em 25 de agosto de 2009, quando constatou-se 2,47 m (8 ft 1 in), levando-o a quebrar o recorde de Bao Xishun que mede 2,36 m (7 ft 8,9 in)  . Em 9 de fevereiro de 2011, Kösen foi novamente medido pelo Guinness e descobriu-se que havia crescido e distanciado o recorde para 2,51 m (8 ft 3 in).
Ele possuiu o recorde no Guinness de maiores mãos de uma pessoa viva, com 28,5 cm  (atualmente, este recorde pertence ao egípcio Mohamed Shehata, com 31,3cm de extensão da mão esquerda, confirmado em 27 de abril de 2021). Kösen também chegou a possuir o recorde de maiores pés do mundo, com 36,5 cm, até este ser batido pelo marroquino Brahim Takioullah , em 24 de maio de 2011. . Em 2015, a organização Guinness de recordes mundiais reconheceu Jeison Orlando Rodríguez Hernández, nascido na Venezuela, como a pessoa viva com o maior pé do mundo, com 41,1cm de pé direito, o que faz de Kösen, atualmente, o número três do mundo nesse quesito.